# François Flameng
Pour les articles homonymes, voir Flameng.

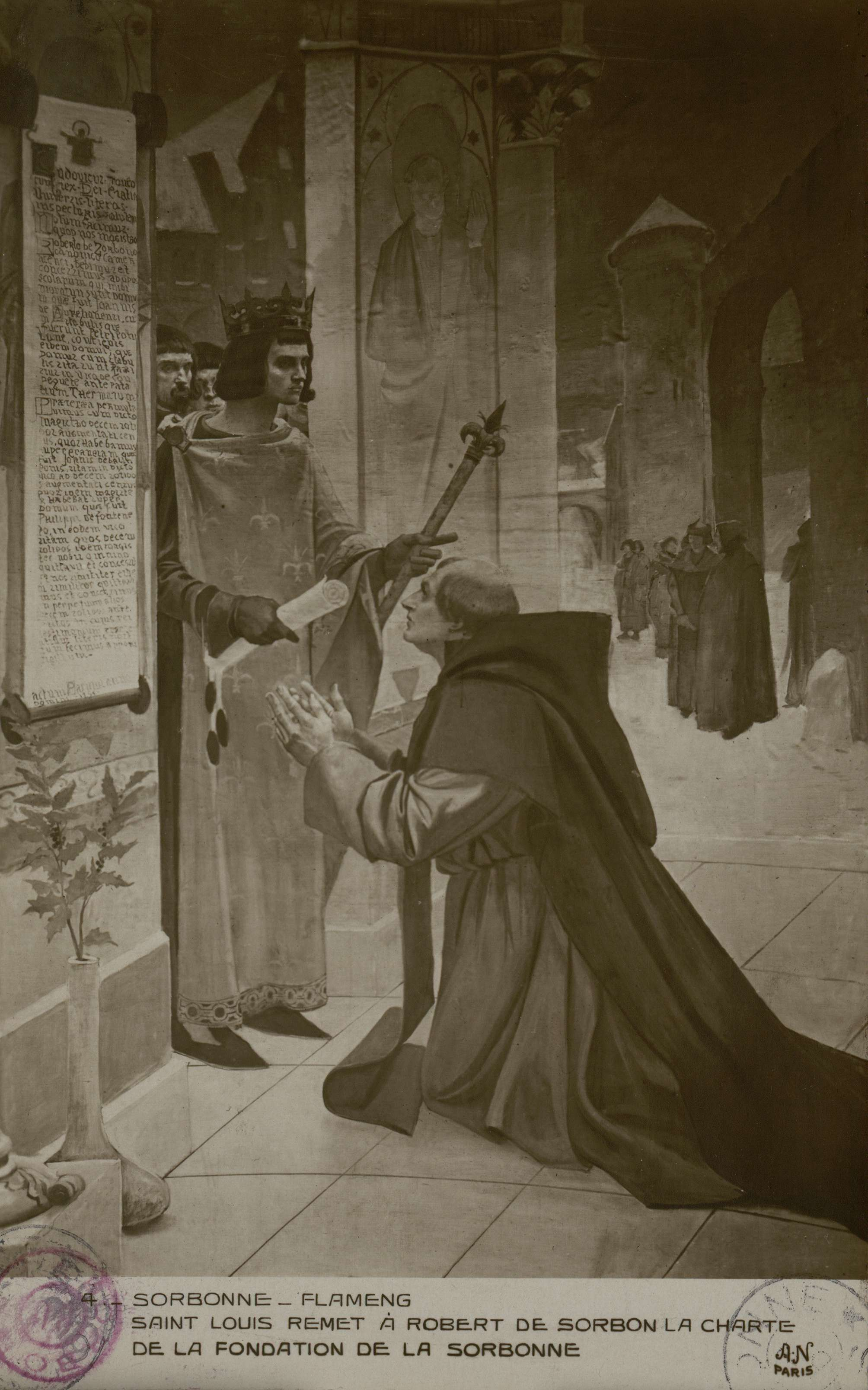
Carte postale de François Flameng, Saint Louis remet à Robert de Sorbon la charte de la fondation de la Sorbonne (Bibliothèque interuniversitaire de la Sorbonne, NuBIS).

François Léopold Flameng né le 6 décembre 1856 à Paris, où il est mort le 28 février 1923, est un peintre, graveur et illustrateur français.

## Biographie

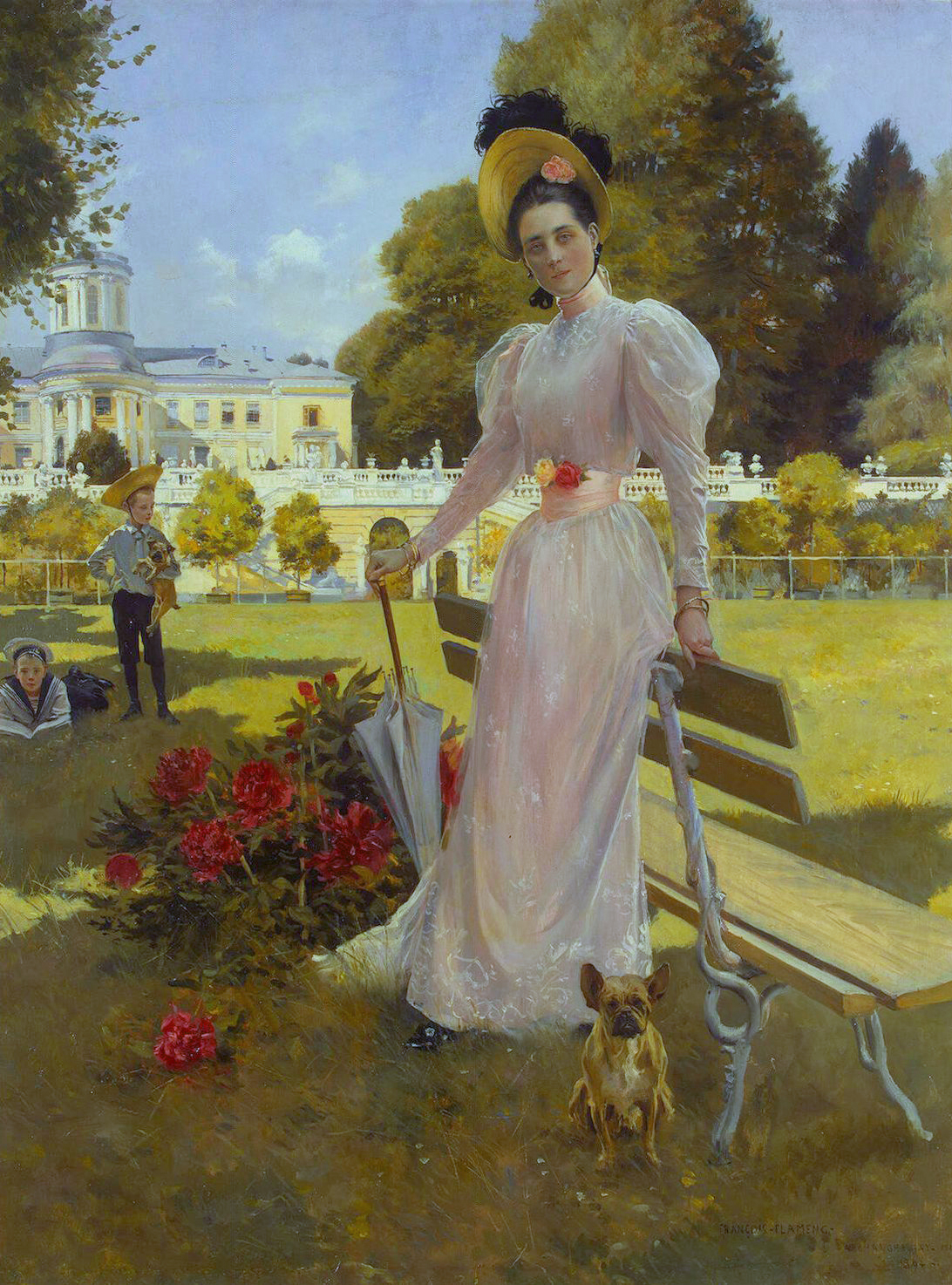
Portrait de la princesse Zénaïde Youssoupoff et ses deux fils à Arkhangelskoïe (1894), Saint-Pétersbourg, musée de l'Ermitage.

Fils du célèbre peintre et graveur Léopold Flameng, François Flameng fait sa scolarité secondaire au lycée Louis-le-Grand à Paris. Apprenant la peinture auprès de son père, il entre à l'École des beaux-arts de Paris dans l'atelier d'Alexandre Cabanel, puis dans ceux de Pierre Edmond Alexandre Hédouin et de Jean-Paul Laurens.
Dès 1870, il réalise plusieurs planches de reproductions d’œuvres des peintres Alfred Sisley, Édouard Manet et Claude Monet pour le catalogue de la galerie Durand-Ruel. En 1875, il débute au Salon des artistes français avec sa toile Le Lutrin. Il est attiré comme beaucoup d'autres peintres par le site pittoresque de Septeuil.
Il épouse, le 30 novembre 1881, à Neuilly-sur-Seine, Henriette Turquet dont les parents sont Edmond Turquet, sous-secrétaire d'État aux Beaux-Arts et Octavie de Montgomery (1834-1881). Leur union donnera naissance à deux enfants, Jean (1882-1915), mort durant la Première Guerre mondiale à Écoivres, et Marie (1884-1969).
Il vécut plusieurs années au château de Courgent au lieu-dit La Tournelle où il réalisa plusieurs peintures. Un courrier, daté du 28 octobre 1883, adressé à Edmond Hédouin, indique : « Mon bien cher patron, je sais que vous êtes rentré à Paris. Je vais bientôt en faire autant mais avant de rentrer je voudrais bien que vous veniez voir mon tableau. Il va être bientôt terminé et je suis très désireux de savoir ce que vous en pensez […] Je suis allé ces jours-ci en Vendée ». L’œuvre citée par l'artiste est Le Massacre de Machecoul qui illustre la guerre de Vendée (1793-1796) ; elle est exposée au Salon de 1884 et fait suite à une commande de scène historique de la part de l’État (acquise le 8 août 1884) pour décorer des bâtiments officiels.
Ami du peintre américain John Singer Sargent et de Paul Helleu, il établit son atelier et son domicile vers 1900 au 16, rue de la Glacière à Paris
En 1891, il conçoit des esquisses pour le premier billet de banque français en quadrichromie, d'une valeur faciale de 1 000 francs. Il est exécuté en 1897, mais ne sera pas émis. Le dessin servira dans des couleurs différentes à la réalisation du billet de 5 000 francs, dit le 5000 francs Flameng, qui est mis en circulation de 1938 à 1945.
Apprécié par le tsar Alexandre III, qui lui a acheté le tableau intitulé : Baignade des dames de la cour au XVIIIe siècle, il est invité durant l'année 1894 à Gatchina en Russie pour y exécuter une série de portraits de personnalités aristocratiques et de la cour impériale.
De 1895 à 1897, François Flameng participe à la décoration de la nouvelle salle Favart du théâtre national de l'Opéra-Comique à Paris, reconstruite après le deuxième incendie du 25 mai 1887, en collaboration de Benjamin Constant, Henri Gervex, Albert Maignan et Luc-Olivier Merson. La salle est inaugurée, le 7 décembre 1898.
En 1900, il exécute le panneau décoratif Paris pour la grande salle du restaurant Le Train bleu de la gare de Lyon à Paris.
François Flameng est nommé professeur à l'École des beaux-arts de Paris en 1905 où il comptera de nombreux élèves. Il devient membre de l'Académie des beaux-arts cette même année, en remplacement de William Bouguereau. Il est le président d'honneur de la Société des peintres militaires français.
En 1912, il est élu maire de la commune de Courgent, où son père fut d'abord inhumé en 1911. Son mandat s'achève en 1917.

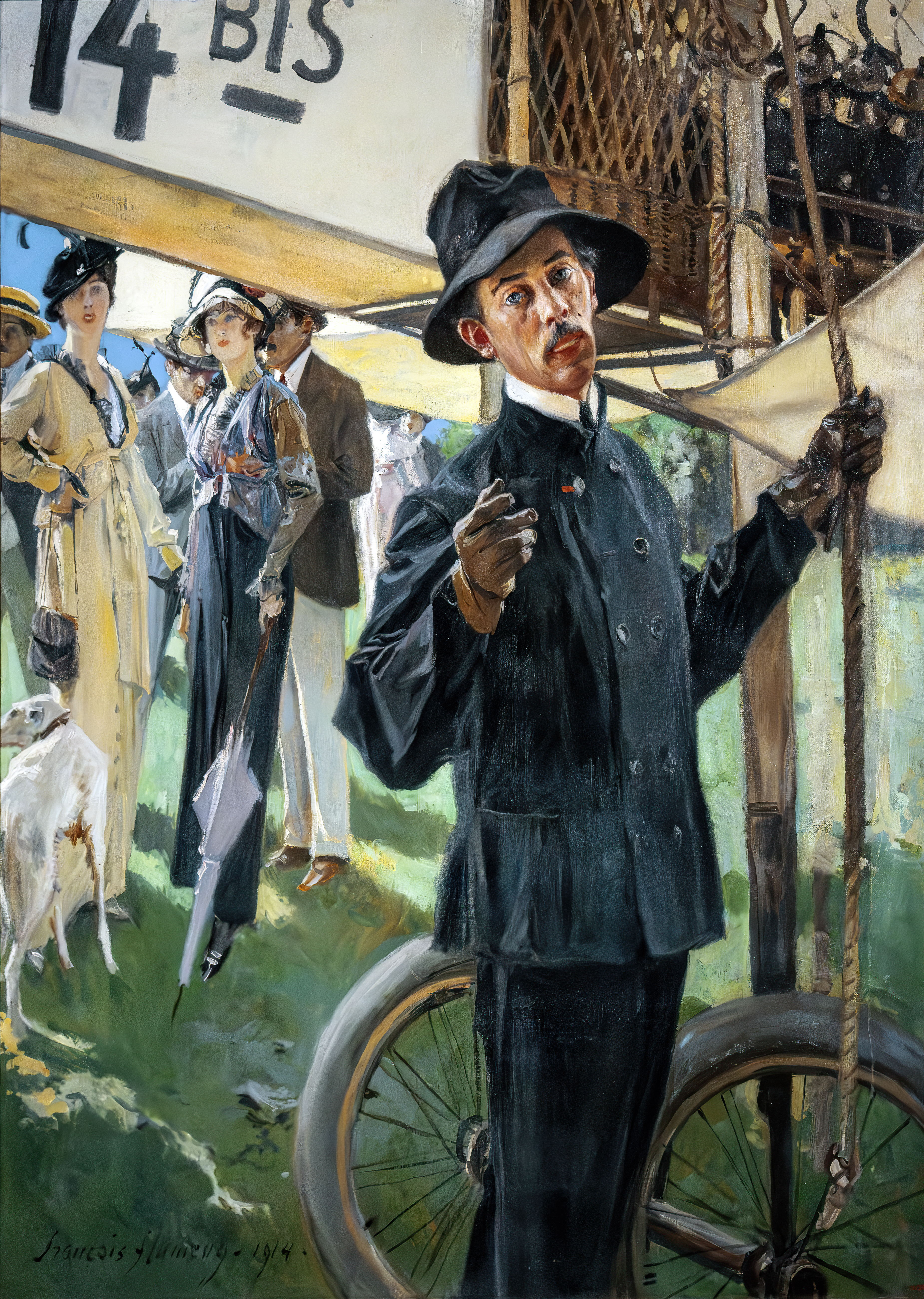
Portrait de Santos-Dumont, 1914, MNAC.

En 1914, François Flameng est parmi les premiers peintres des armées à rejoindre les missions aux armées. Se trouvant directement au cœur des combats dans l'Aisne en octobre 1914, il écrit à sa fille du front, lui donnant des nouvelles de son frère qui est au 28e régiment d'infanterie, 6e compagnie, qu'il visitera en 1915. Il fait ainsi le tour du front avec une voiture et son chauffeur, en étant sur tous les points sensibles, mais avec des séjours de courte durée. Il y saisit des croquis qu'il traduit ensuite sur toile à l'atelier. Il a une préférence pour les scènes historiques, mais peint avec autant d'aisance les scènes de genre et les portraits de personnalités de son époque, ce qui lui assure une renommée importante.

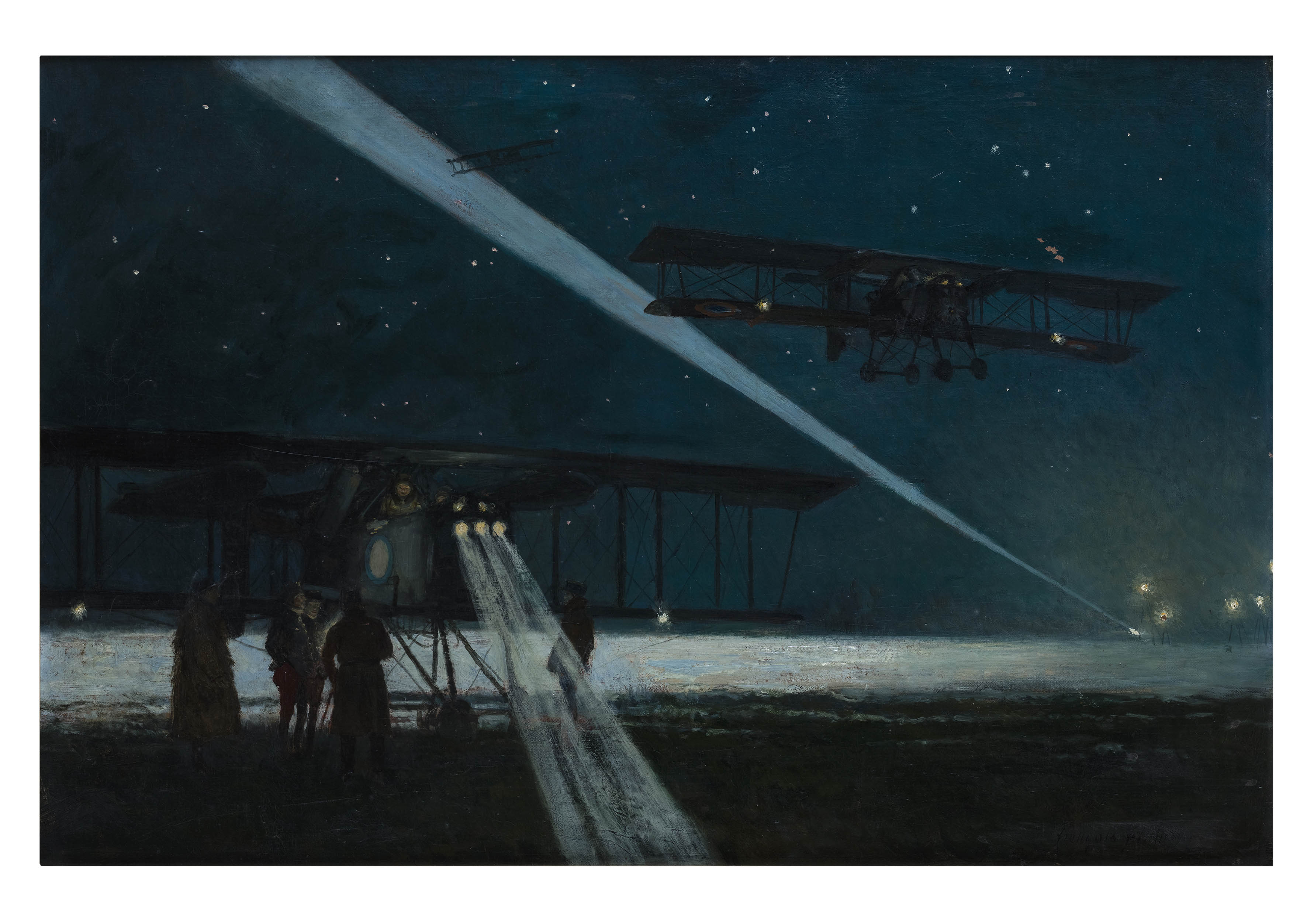
Retour d'un vol de nuit sur avions "Voisin" de bombardement, 1918, Huile sur toile, 54 x 81 cm, collection privée, Paris.

Le 21 janvier 1919, son épouse habitant au château de Courgent vient à mourir des suites d'une maladie contractée à l'hôpital 19 de Mantes-la-Jolie (actuelle école Hélène-Boucher) en tant qu'infirmière de la Croix-Rouge française durant la guerre. Une année plus tard, son nom est gravé sur le monument aux morts de la Première Guerre mondiale qui est situé à proximité de l'église de Courgent.
Il vend l'ensemble de ses collections comprenant des Chardin, Van Dyck, La Tour, Rembrandt, etc. Un catalogue est publié à cette occasion par la galerie Georges Petit.
François Flameng, atteint de diabète, meurt le 28 février 1923 à son domicile parisien du 61 rue Ampère à la suite d'une amputation d'une jambe subie 48 heures auparavant. Il est enterré, aux côtés de sa femme et de son père, au cimetière de Septeuil.
Sa fille Marie épouse le tennisman Max Decugis dont elle est parfois le partenaire de double mixte.

## Œuvre

### Œuvres dans les collections publiques
Canada
- Ottawa, musée des Beaux-Arts du Canada : La Cour de l'Alhambra, 1875.

Espagne
- Barcelone, musée national d'Art de Catalogne: Portrait de l'aviateur brésilien Alberto Santos-Dumont, 1914.

États-Unis
- Chicago, musée d'histoire : Lois Kellogg, 1911.
- Manchester, Currier Museum of Art.
- Philadelphie, Union League of Philadelphia (en) : Sur le champ d'honneur, vers 1919.
- San Francisco, musée des Beaux-Arts :
  - La Bataille de Waterloo ;
  - Mme Williams HKS ;
  - La Fileuse ;
  - Les Suites d'un bal du Prado, gravure ;
  - Camille Desmoulins, gravure.
- Washington, Smithsonian American Art Museum :
  - Madame Adeline M. Noble, 1903 ;
  - Saint-Cloud, 4 juin 1906, 1906, aquarelle.

France
- Beaune, musée des Beaux-Arts :

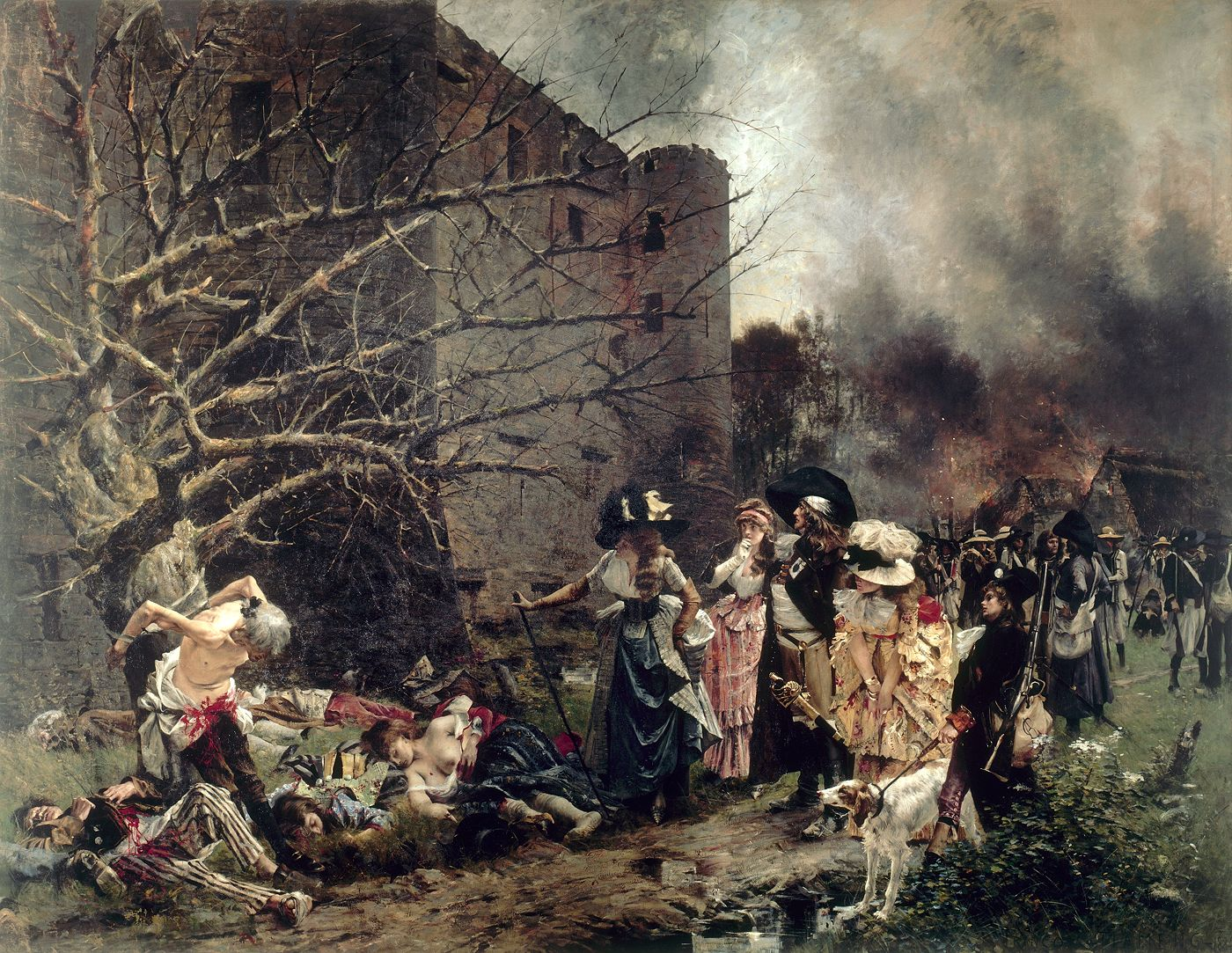
Le Massacre de Machecoul (1884), musée d'Art et d'Histoire de Cholet.

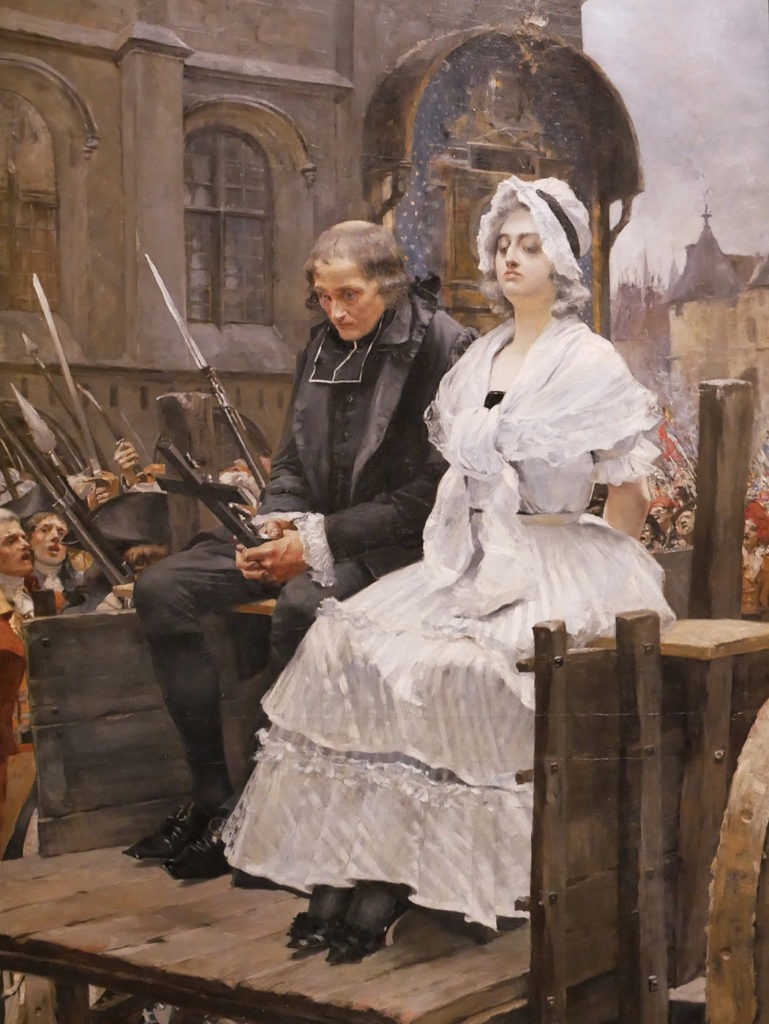
Marie-Antoinette se rendant au supplice (1885), Vizille, musée de la Révolution française.

  - Frédéric Barberousse au tombeau de Charlemagne, 1876 ;
  - Portrait de Mgr B…, évêque de C…, 1876.
- Bordeaux, musée Goupil.
- Cholet, musée d'Art et d'Histoire : Le Massacre de Machecoul, 1884.
- Gray, musée Baron-Martin : Andromaque, Astyanax, Cephise, Pyrrhus, Phoenix, d'après Pierre-Paul Prud'hon, gravure sur papier, 14 × 19 cm.
- Le Quesnoy, mairie : Soldats écossais dans les tranchées, vers 1920.
- Mâcon, musée des Ursulines : Portrait de Louis-Joseph Havard, vers 1885.
- Marseille, musée des Beaux-Arts : Portrait de M. Fritsch-Estrangin, 1903.
- Paris :
  - Assemblée nationale : Eylau.
  - Bibliothèque nationale de France :
    - Lettre à Edmond de Goncourt, 1879, avec un dessin ;
    - lithographie pour une œuvre de bienfaisance au profit des orphelins de guerre du personnel des PTT, vers 1918.La Musique, hôtel de ville de Paris.

  - hôtel de ville : La Musique.

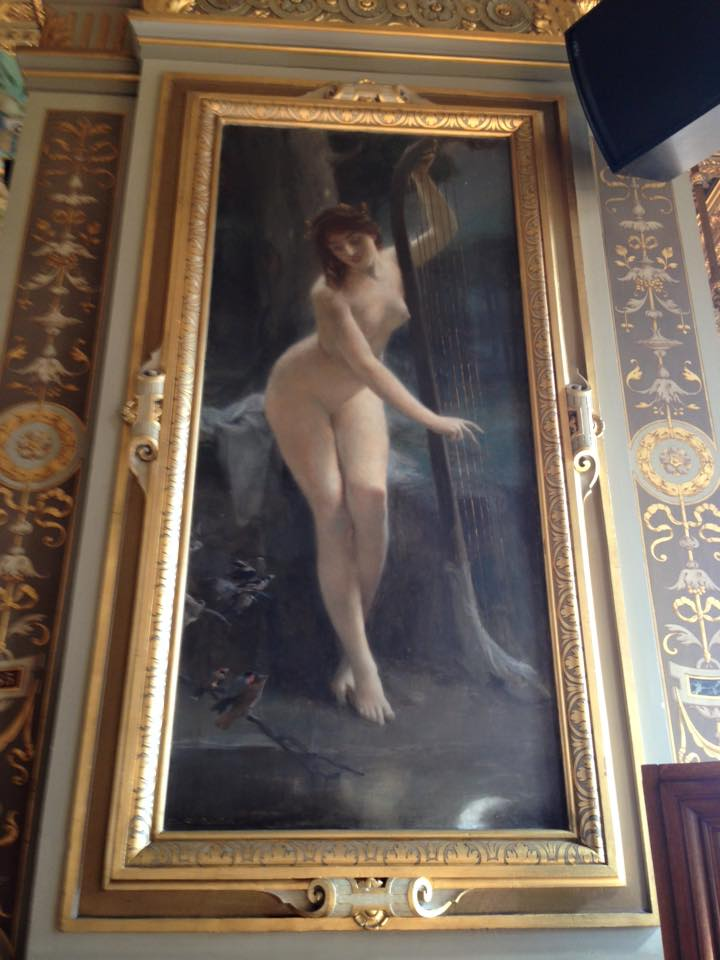
La Musique, hôtel de ville de Paris.

  - gare de Lyon, restaurant Le Train bleu : Paris, 1900.
  - Banque de France :
    - Billet de 1000 francs, 1891, projet ;
    - Billet de 500 francs, 1918.

  - musée de l'Armée :
    - Le Défilé de la Victoire le 14 juillet 1919, 1919 ;
    - Une machine Gun Company de chasseurs alpins dans les Vosges ;
    - La Bataille de l'Yser ;
    - The Donkey, Somme 1916 ;
    - Le Front Forgotten ;
    - L'Artillerie lourde sur le chemin de fer, octobre 1916 ;
    - Dampierre ;
    - Aéroplane prêt au décollage ;
    - Glorification du Soldat inconnu, 1920, plafond de la salle d'honneur.

  - musée du Louvre, département des arts graphiques : lettre autographe à Édouard Manet.
  - musée d'Orsay : Madame Flameng, femme de l'artiste, 1893.
  - Petit Palais : Portrait de profil d'Auguste Rodin, 1881.Abélard et son école sur la montagne Sainte-Geneviève, Paris, Sorbonne.

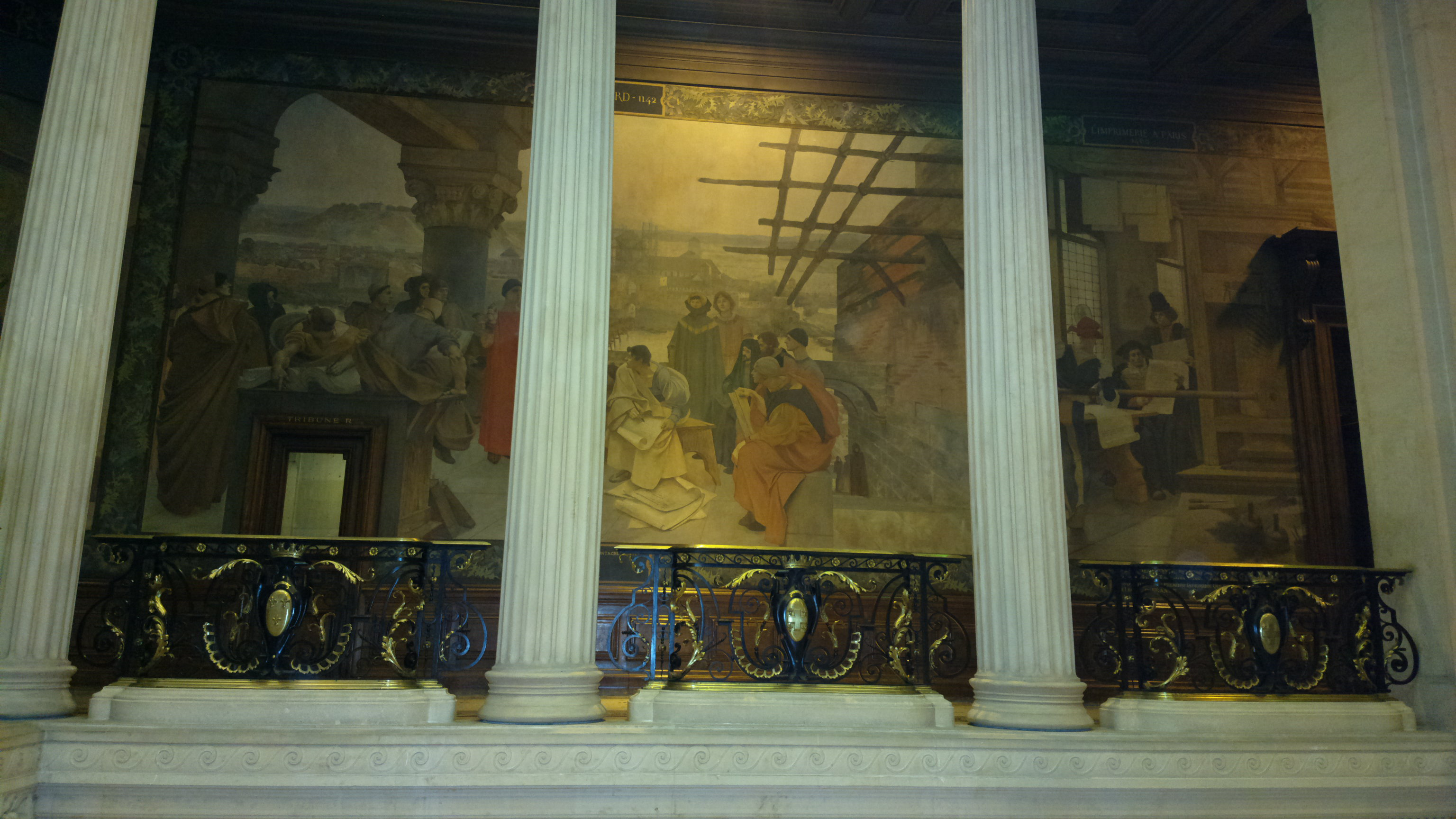
Abélard et son école sur la montagne Sainte-Geneviève, Paris, Sorbonne.

  - Sorbonne, péristyle des lettres du grand escalier : Abélard et son école sur la montagne Sainte-Geneviève, peinture murale.
  - Théâtre-Italien, escalier : La Comédie fustigeant les vices.
  - théâtre national de l'Opéra-Comique : La Tragédie grecque, Le Ballet et le plafond La Vérité sortant du Puits.
- Périgueux, musée du Périgord : Portrait de Sem, vers 1912.
- Rennes, musée de Bretagne : Hachette, exposition 1900, affiche.
- Rouen, musée des Beaux-Arts :
  - Les Vainqueurs de la Bastille, 1881 ;
  - Portrait de Mme Faure, 1901.
- Sète, musée Paul Valéry : Portrait de femme en Diane, 1904, huile sur toile, 130 x 90 cm
- Versailles, château de Versailles : Ernest Constans.
- Villequier, musée Victor-Hugo : fonds d'une centaine de dessins pour les œuvres complètes de Victor Hugo (1885-1889).
- Vizille, musée de la Révolution française : Marie-Antoinette se rendant au supplice, 1885.

Royaume-Uni
- Londres, Royal Collection : Queen Alexandra.

Russie

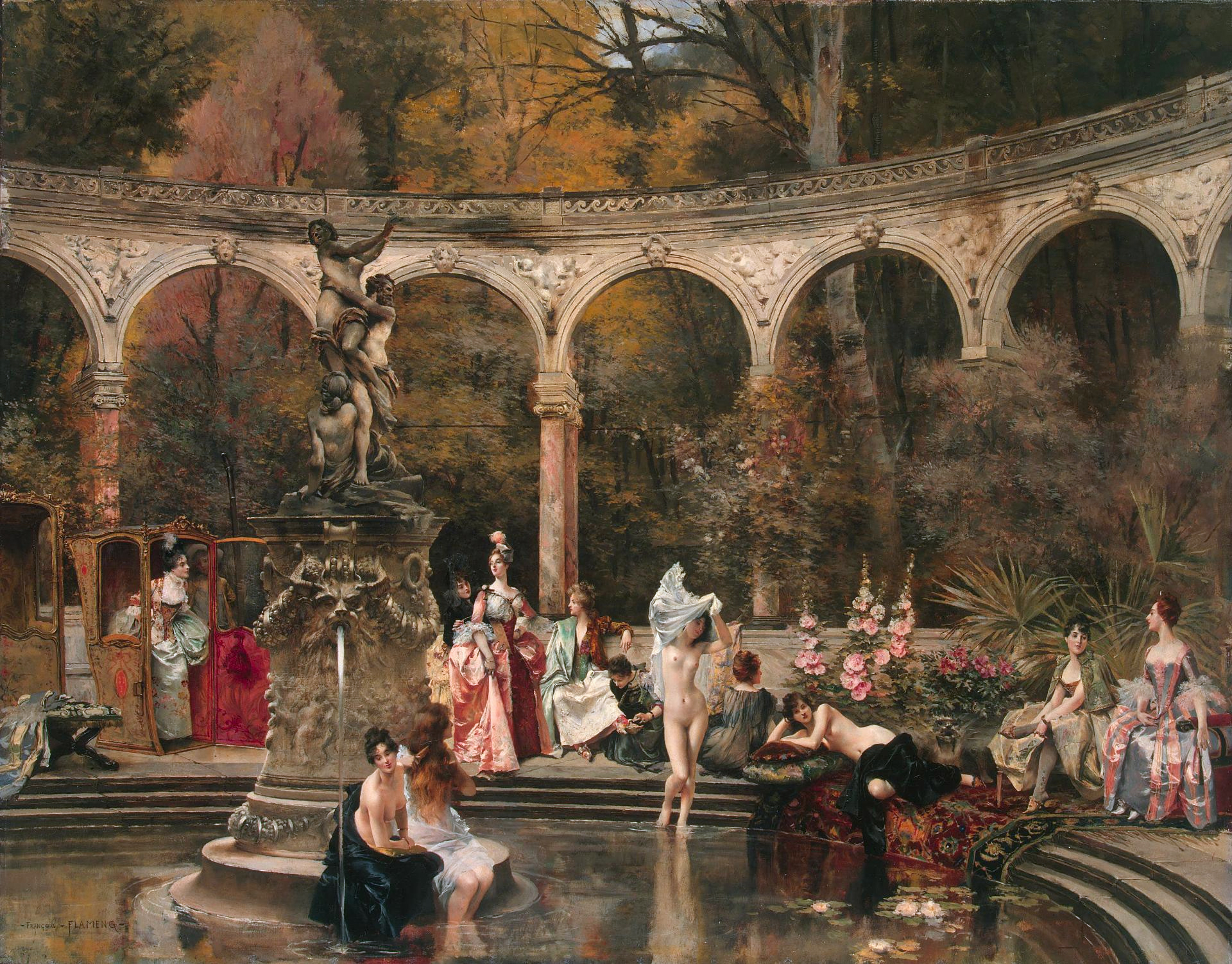
Baignade des dames de la cour au XVIIIe siècle (1888), Saint-Pétersbourg, musée de l'Ermitage.

- Moscou, musée des Beaux-Arts Pouchkine : Portrait de Vera Kharitonenko, 1893.
- Saint-Pétersbourg, musée de l'Ermitage :
  - Portrait de la princesse Zénaïde Youssoupoff et ses deux fils à Arkhangelskoïe, 1894 ;
  - Portrait de la princesse Z.N. Youssoupoff, 1894 ;
  - Baignade des dames de la cour au XVIIIe siècle, 1888 ;
  - Réception à Malmaison en 1802, 1896 ;
  - Napoléon et le Roi de Rome à Saint-Cloud en 1811, 1896 ;
  - Portrait de Dora de Leuchtenberg, 1896 ;
  - Napoléon en forêt de Fontainebleau en 1807, 1905 ;
  - Réception à Compiègne en 1810, vers 1895 ;
  - Portrait d'une femme, 1890.

Œuvres de François Flameng
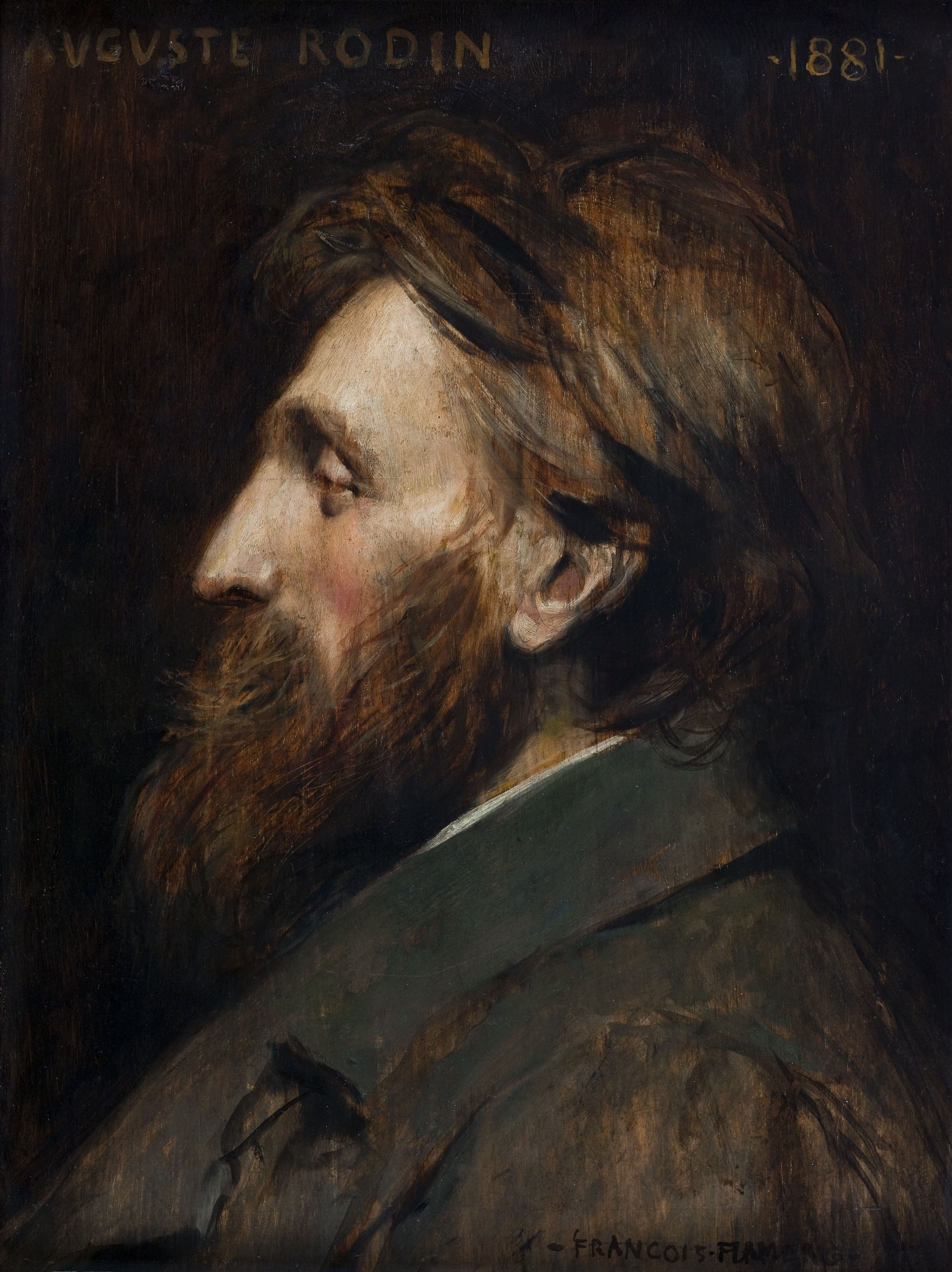
Portrait de profil d'Auguste Rodin (1881), Paris, Petit Palais.
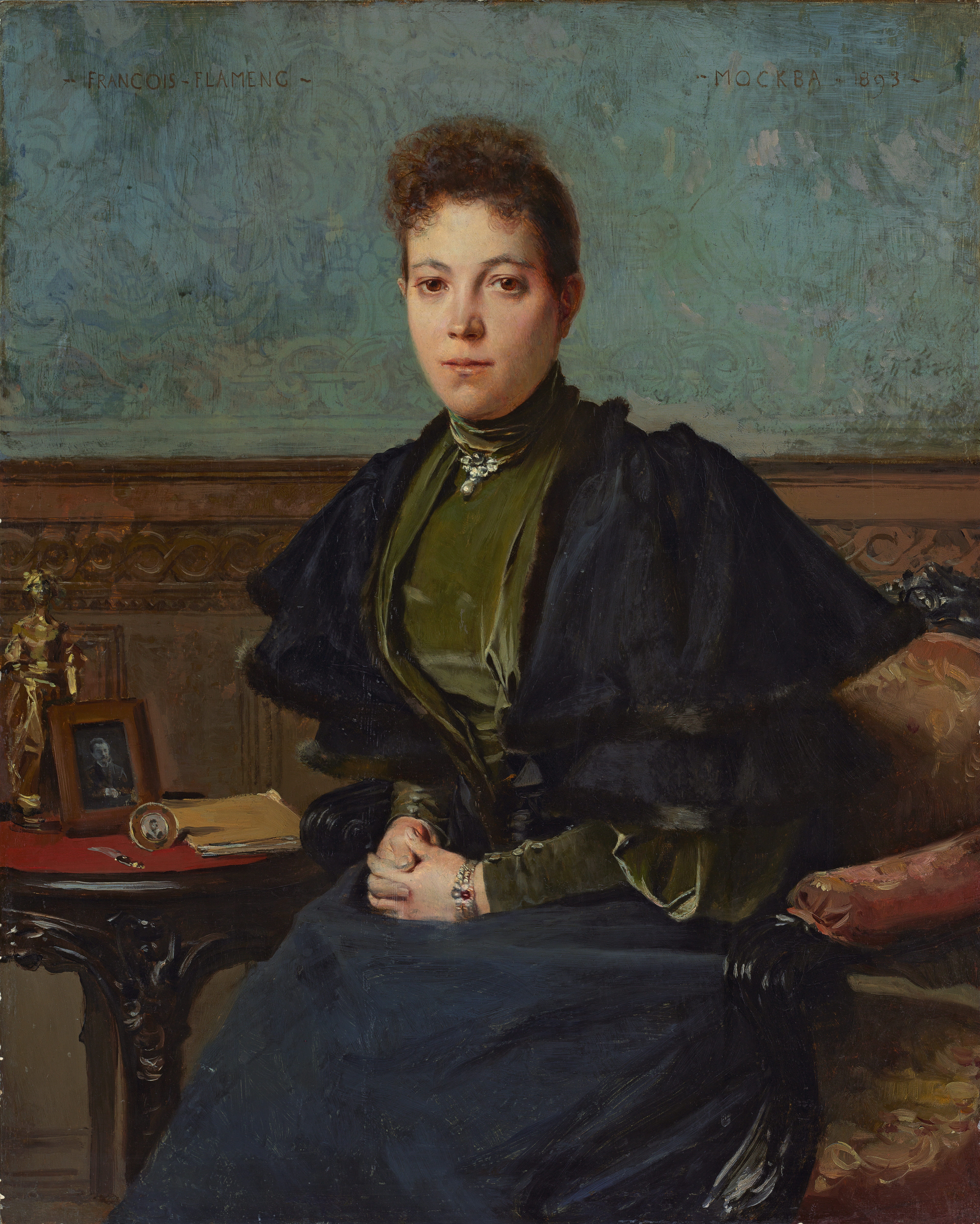
Portrait de Vera Kharitonenko (1893), Saint-Pétersbourg, musée de l'Ermitage.
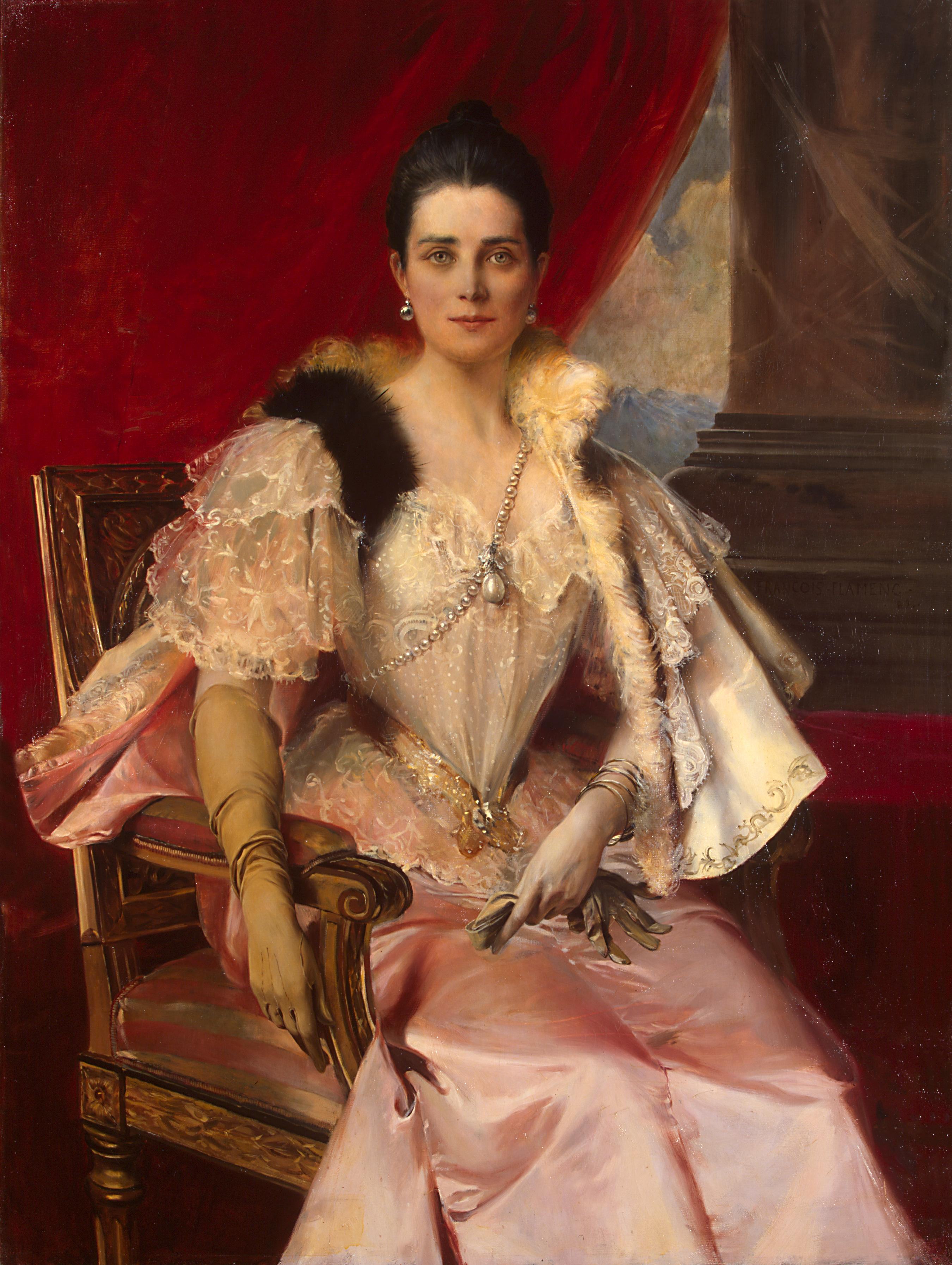
Portrait de Zénaïde Youssoupoff (1894), Saint-Pétersbourg, musée de l'Ermitage.
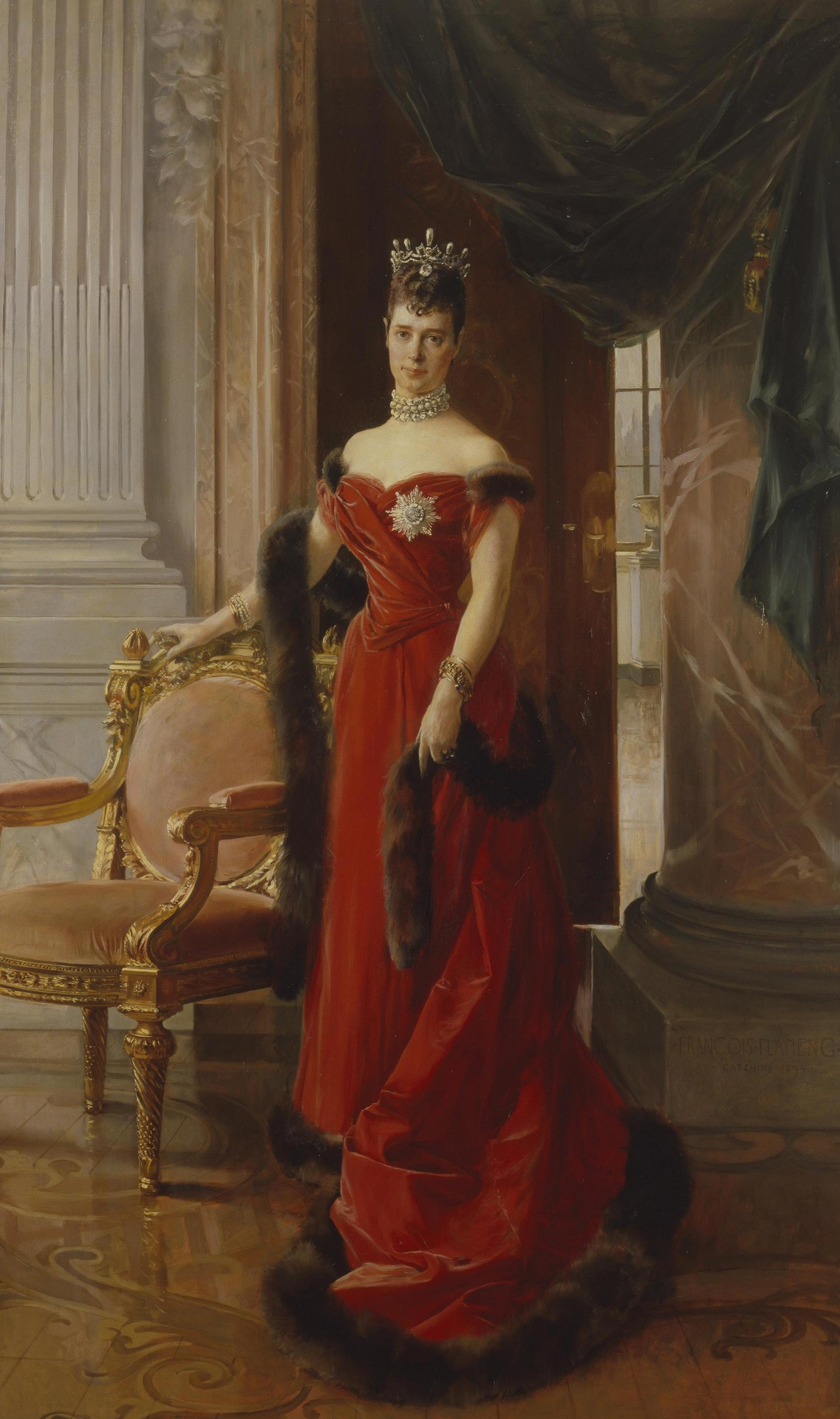
Portrait de l'impératrice Maria Feodorovna (1894), Saint-Pétersbourg, musée de l'Ermitage.
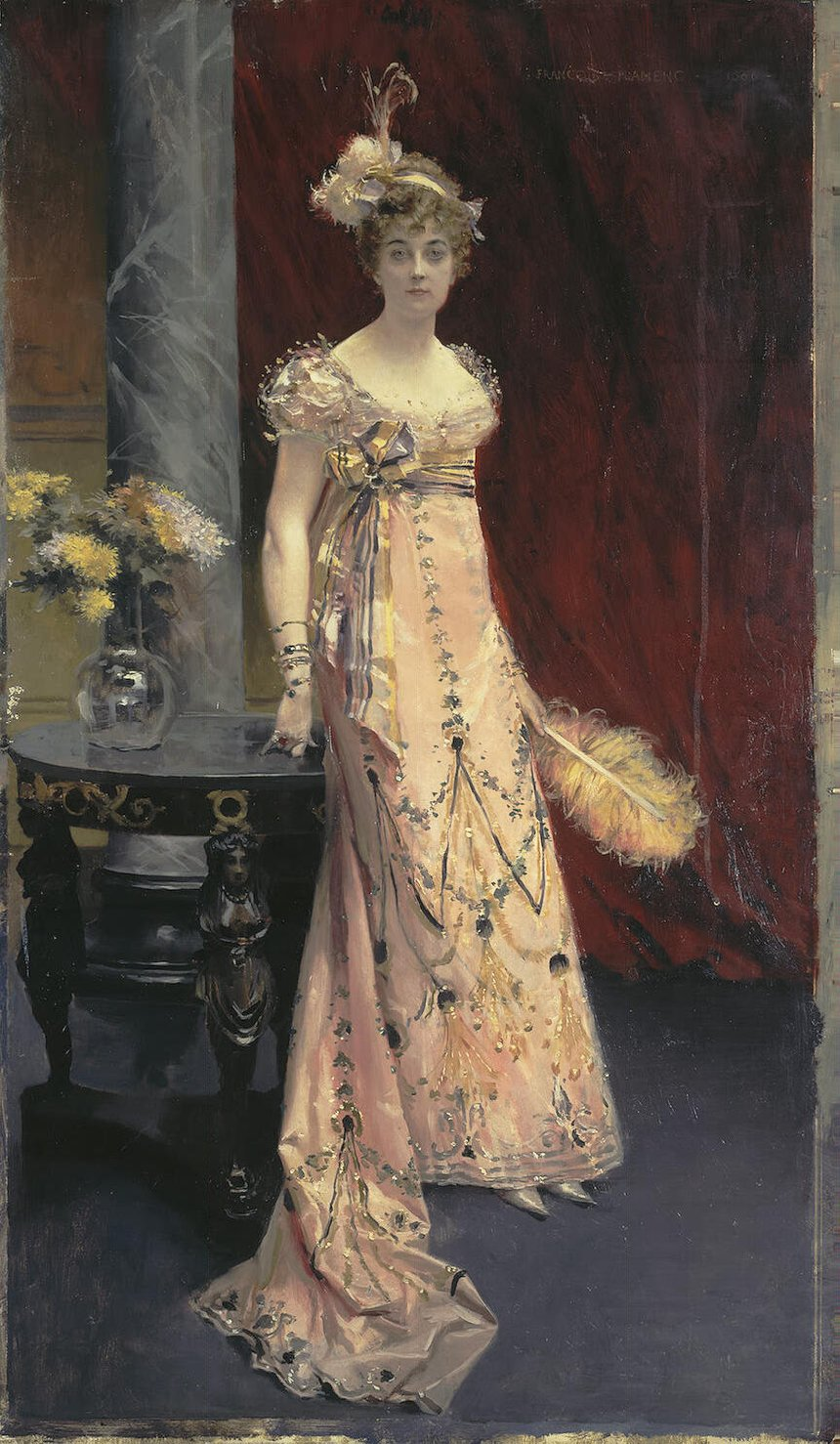
Portrait de Daria de Beauharnais (1896), Saint-Pétersbourg, musée de l'Ermitage.
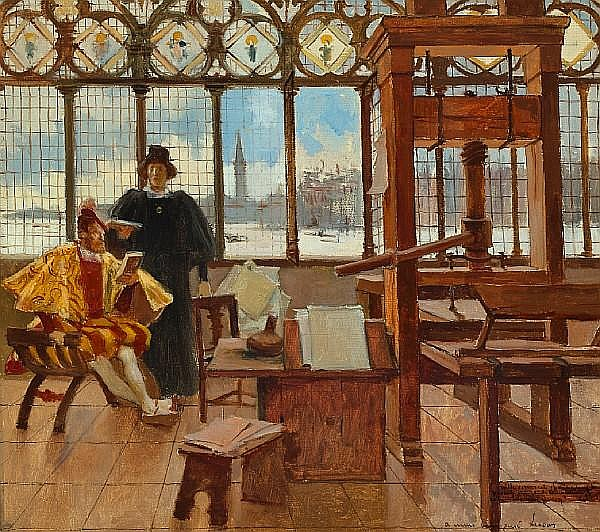
Jean Grolier chez l'imprimeur Aldus Manutius (1894), New York, Grolier Club (en).
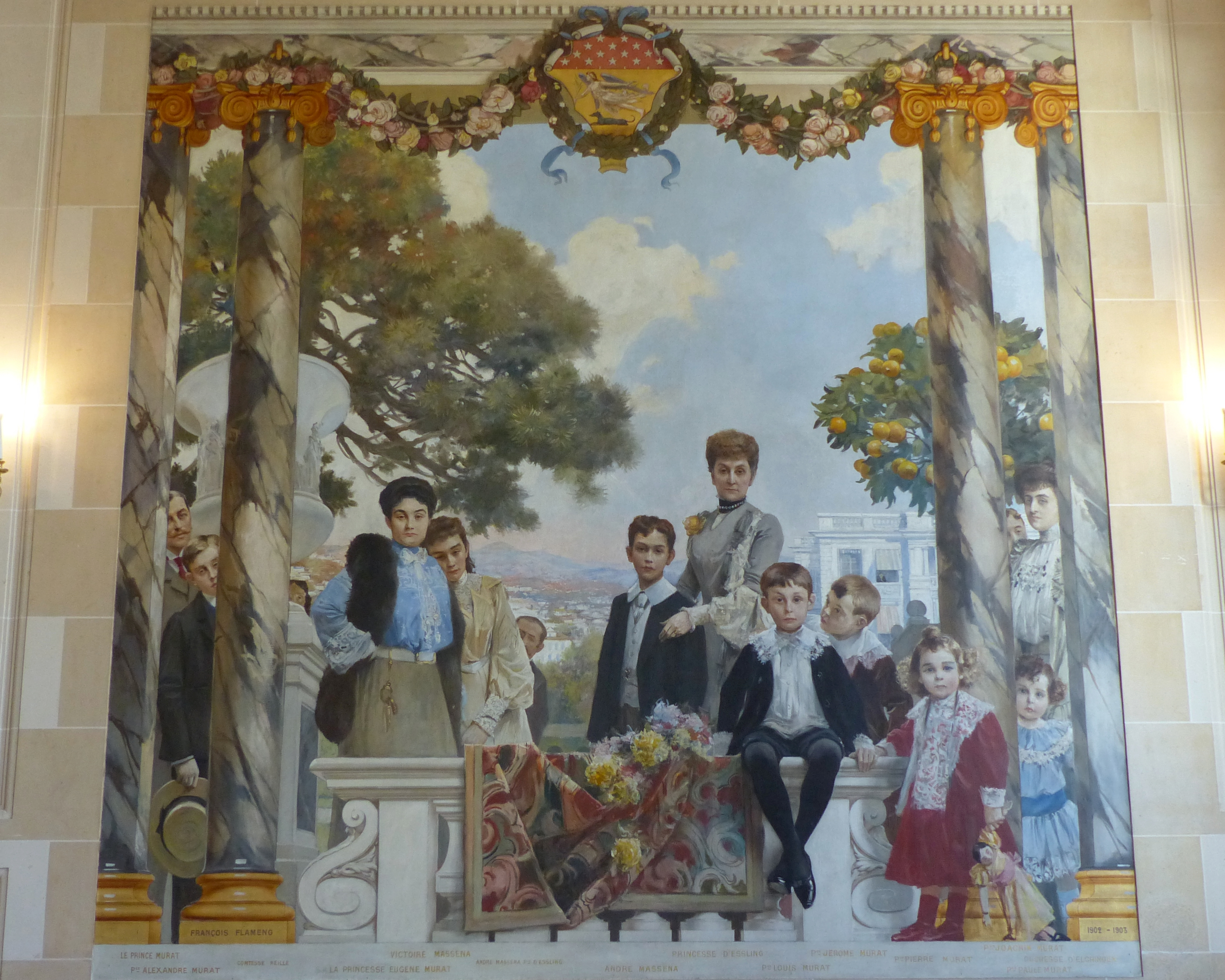
La Famille Masséna entourant la princesse d'Essling (1902-1903), Nice, musée Masséna.
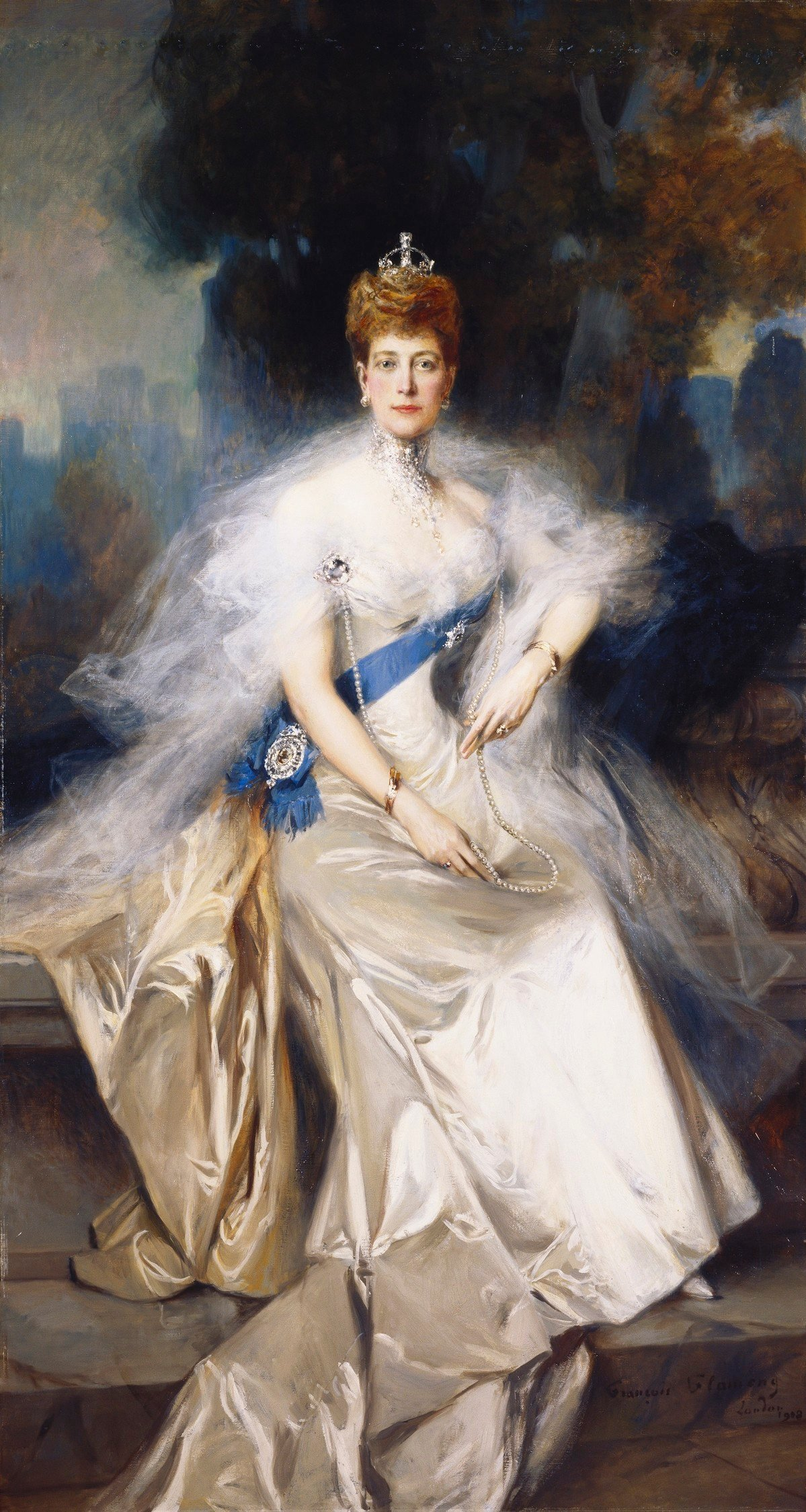
La Reine Alexandra (1908), Londres, palais de Buckingham.

### Estampes
- 1870 : planches pour le catalogue de la galerie Durand-Ruel, d'après des œuvres d'Alfred Sisley et Édouard Manet, Claude Monet.
- 1885 : illustration des œuvres de Victor Hugo, 10 eaux fortes.
- 1899 : Chasse à Fontainebleau, gravure.
- La Fileuse, gravure d'après Nicolas Maes, musée des Beaux-Arts de San Francisco.
- Les Suites d'un bal du Prado, musée des Beaux-Arts de San Francisco.
- Carnaval à Venise, gravure.
- Bonaparte à son bureau de campagne, gravure.

### Affiches
- 1900 : 

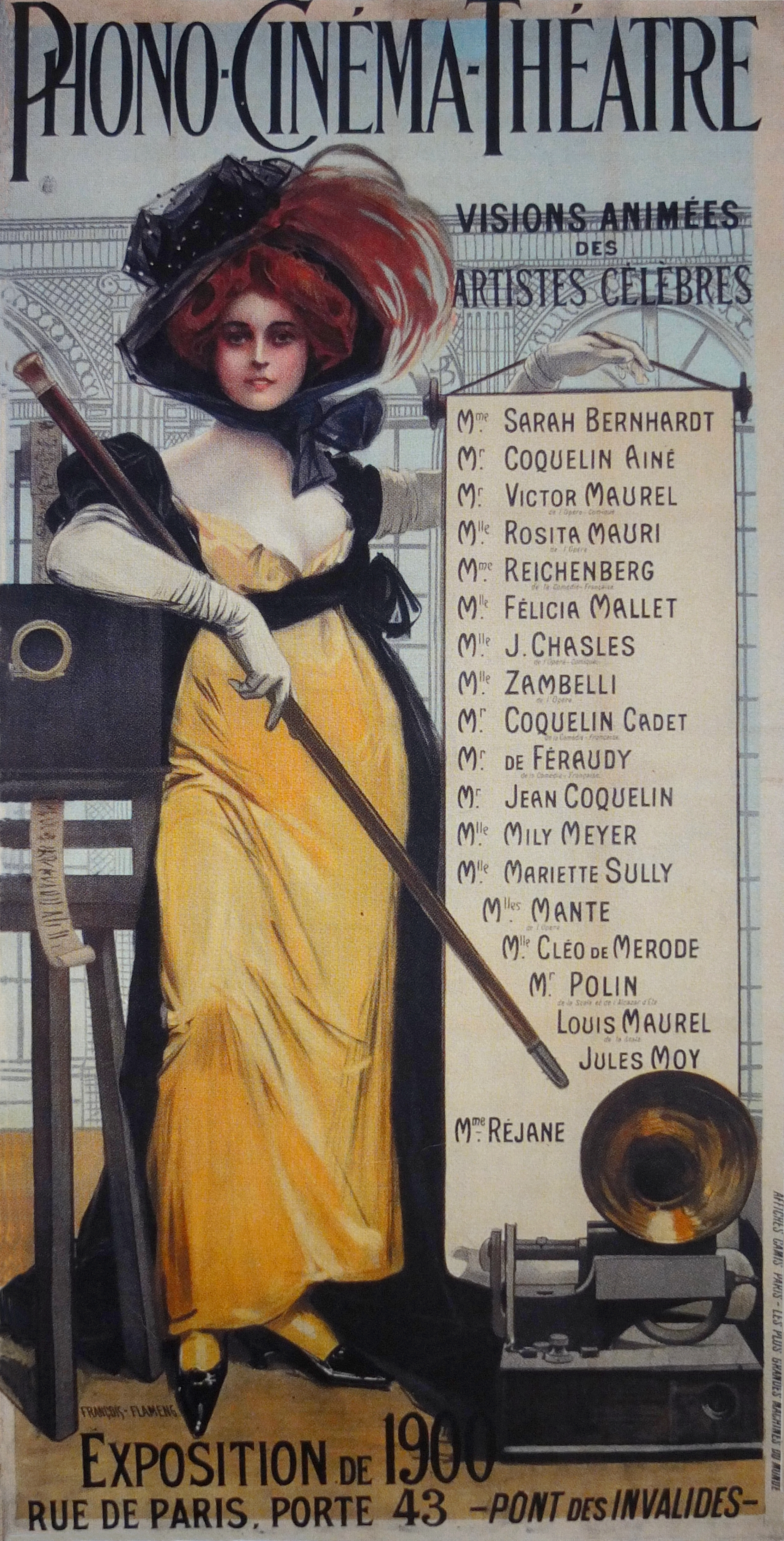
Affiche pour le Phono-Cinéma-Théâtre (1900).

  - Hachette et Cie aux 100 millions de visiteurs ;
  - Phono, cinéma, théâtre, Exposition universelle de 1900, Paris, Imprimerie Camis ;
  - Aux Merveilles de Paris et de l'Exposition, Imprimerie Vieillemard.
- 1901 : Grisélidis.
- Théâtre de l'Opéra Comique, Paris, Dourgerie et Cie.

### Ouvrages illustrés
- Edmond et Jules de Goncourt, Gavarni, l'homme et son œuvre, autoportrait de l'artiste gravé à l'eau-forte par François Flameng, Henri Plon, 1873.
- Victor Hugo, Œuvres complètes, Éditions Hetzel-Quantin, 1885-1889.
- Henri Lefort, François Flameng le jeu de fusil…, gravure avec remarque de François Flameng de la Société des aquafortistes français, Paris, Édition A. Lahure, 1886.
- François Coppée, Œuvres, proses et poésies, 11 volumes in-8°, illustrée par François Flameng et Osvaldo Tofani. Gravures au burin par Alfred Jacques Boisson, Louis-Abadon Boutelie, Henri-Joseph Dubouchet, Léopold Flameng et Jules Jacquet, 1888 à 1897.
- Edmond Rostand, Cyrano de Bergerac, 1re édition illustrée sur papier vélin tirage limité à 400 exemplaires, illustré par François Thévenot, Adrien Moreau, Charles Léandre, Paul Albert Laurens, Albert Besnard et François Flameng, Éditions Armand Magnier, 1899.
- Edmond Rostand, Œuvres complètes illustrées, 5 vol., in-4°, illustrations de Francis Tattegrain, André Devambez, Paul Albert Laurens, Georges Rochegrosse, Lucien Lévy-Dhurmer, Antoine Calbet, François Flameng, etc., Paris, Pierre Lafitte, vers 1910.
- Edmond Rostand, La Vie d'une précieuse, in-4°, tirage limité 620 exemplaires, plusieurs auteurs et illustrateurs, Paris, Hachette et Cie, 1912, 220 p.

### Illustrations pour la revueL'Illustration
- 1913 : Aéroplane près au décollage, Paris, musée de l'Armée.
- 1914 : Bataille de l'Yser, troupes franchissant la plaine inondée.
- 1915 :
  - 1914-1915. Croquis de Guerre, aquarelles et sépias réalisées sur le front par François Flameng, 144 p.[22]
  - Les Batailles de l'Artois, La rentrée du ballon (Nord d'Arras), Poste de secours à Mont-Saint-Éloi, no 3786, 25 septembre 1915.
  - Soissons, no 3791, 30 octobre 1915, Le Pont sur l'Aisne, La Caserne de Soissons (ancienne Abbaye), Barricade dans la Distillerie de Vauxrot, Tranchée dans la distillerie de Vauxrot (près de Soissons).
  - Combat du 25 septembre 1915 en Champagne, Combat du 26 septembre 1915 à la Main de Massiges, no 3794, 20 novembre 1915.
- 1916 :
  - Hôpital de campagne.
  - Permanent de la garde près de Metzeral, janvier 1916.
  - Poste de secours à Ablain-Saint-Nazaire, no 3811, 18 mars 1916.
  - Sur la route de Souain à Sommepy-Tahure : une marmite, no 3817, 29 avril 1916.
  - Dampierre juillet 1916.
  - La Bataille de la Somme, Verdun, Verdun vue prise du fort de la Chaume, Bombardements de Verdun avec les obus incendiaires (nuit du 25 au 26 mars 1916, La Hauteur de Douaumont vue du fort de la Chaume, 19 août, no 3833.
  - Verdun, La Citadelle de Verdun, les fossés, 23 septembre 1916, no 3838.
  - Artillerie sur rail, octobre 1916.
  - L'Hartmannswillerkopf, Vallée de Munster, Éclatement d'un obus près de l'église à Thann, Une fontaine à Thann, no 3850, « Spécial Noël », 16 décembre 1916.
- 1917 :
  - Verdun, no 3858, 10 février 1917.
  - gravures en couleurs pleine page hors-texte de l'offensive britannique de la Somme, no 3860, 24 février 1917.
  - Campement de troupe de l'Inde près de Fricourt, 3 mars 1917.
  - gravures en pleine page, hors-texte de la bataille de la Somme : Village de Dompierre, Ruines de l'église de Dompierre, La Vallée de la Somme près de Curlu, no 3863, 17 mars 1917.
  - Le Récit (Noyon mars 1917), no 3915, 16 mars 1918.
  - Batterie de 400, Cantonnement dans l'église d'Herleville, Bataille de la Somme, Poste de commandement au Sud de la Somme, Devant Saint-Quentin, no 3878, 30 juin 1917.
  - Le Champ de bataille dévasté du plateau de Californie à Craonne.
  - Casemates dans le talus du chemin de fer devant Saint-Léonard près de Reims, no 3880, 14 juillet 1917.
  - Soldats écossais s'exerçant à l'escrime avec la baïonnette, Observatoire anglais dans un moulin, La Ville d'Arras, grande scène de combat sous les bombardements.
- 1918 :
  - Spads devant les hangars d'une escadrille de chasse, Entraînement des As de l'Aviation au-dessus du terrain, Bombardements de nuit au-dessus de la Rhur, Bombardiers de retour d'un raid de nuit.
  - Dans les villes libérées, Soldats anglais dans les vieux remparts de Péronne, Biaches, Cathédrale de Péronne, no 3915, 16 mars 1918.
  - La Retraite allemande (mars 1917), Coucy-le-Château après la destruction allemande., Les Entonnoirs de Ham, Les Pommiers coupés à Cuts (Oise), no 3905, 5 janvier 1918.
  - L'Offensive française d'avril à mai 1917, planches composées de : Prise du plateau de Californie (5 mai 1917), Attaque des positions allemandes au Nord de l'Aisne le 6 avril à 6 heures du matin, Attaque du fort de Brimont le 16 avril 1917, no 3925, 25 mai 1918.
  - Dans la Somme en 1916, planches composées de : Chapelle de Tilloloy vue de l'intérieur du château, Ferme du château de Tilloloy, Les Trophées du 2e corps dans la cour du château de Marcelcave (route de Péronne à Amiens), Sur la route de Foucaucourt : casino des officiers allemands dans le bois du Satyre, Le Ravitaillement dans les tranchées près de Lihons, no 3928, 15 juin 1918.
  - Fontaine de Savigny en hiver, Porte du camp du 18e bataillon indigène à Le Breuil (Marne), no 3945, 12 octobre 1918.
  - Le Village de Pinon (décembre 1917), no 3950, 16 novembre 1918.
  - Dans le bois de Roucy (Aisne), la toilette des poilus la veille de la bataille (15 avril 1917), Projections et fusées lumineuses près de Nieuport (1915), no 3956, 28 décembre 1918.
  - Les Chars d'assaut, Tanks britanniques, Attaque britannique au cours de l'offensive finale, Camp d'une brigade de cavalerie canadienne et cavaliers britanniques sur une crête en France du Nord.
  - Rentrée d'un Spad qui a atterri loin des hangars à l'autre extrémité du terrain couvert de neige.
- Convoi de mitrailleurs alpins dans les Vosges.
- Attaque dans un enfer de boue et de paysage de cratères.
- Soldats allemands dans une tranchée équipés de masques à gaz avec une armure de fer.
- La Citadelle de Verdun : les casemates.
- Spad français Aircraft sur Patrol.
- Cratères dans la ville de Saint-Quentin.
- Victimes de la guerre à la porte du château de Plessis-de-Roye.
- La Ferme Lessard en ruines après des combats sanglants, entre Marizy et Neuilly-Saint-Front.
- Bombardements allemands avec des bombes incendiaires Shells.
- Pousser un Spad en arrière sur la neige.
- Prisonniers allemands dans un camp français à Souville sont alimentés par leurs ravisseurs.
- Les Arbres dévastés sur la ligne de front à Het Sas-Yser.
- Tanks français en action vers la fin de la guerre.
- Un Spad français abat un avion allemand.
- Verdun en flamme après les bombardements allemands.

Planches pour L'Illustration
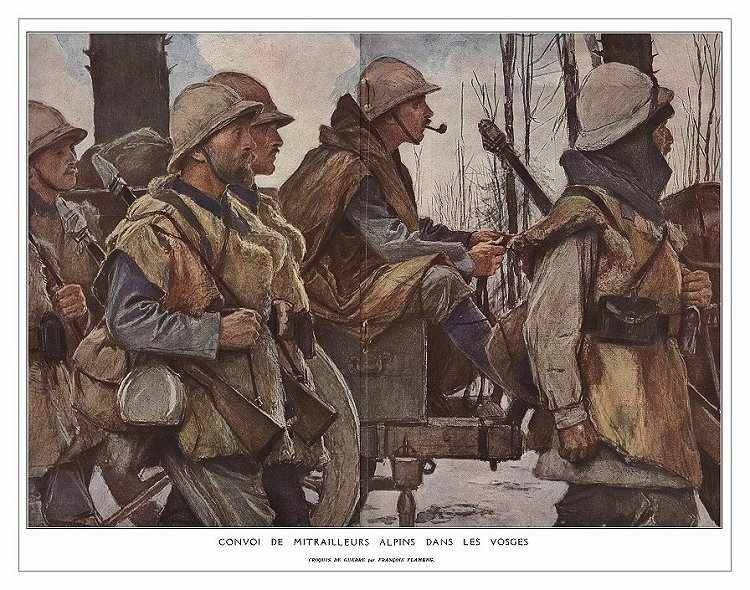
Un convoi de mitrailleurs des Chasseurs alpins dans les Vosges, Paris, musée de l'Armée.
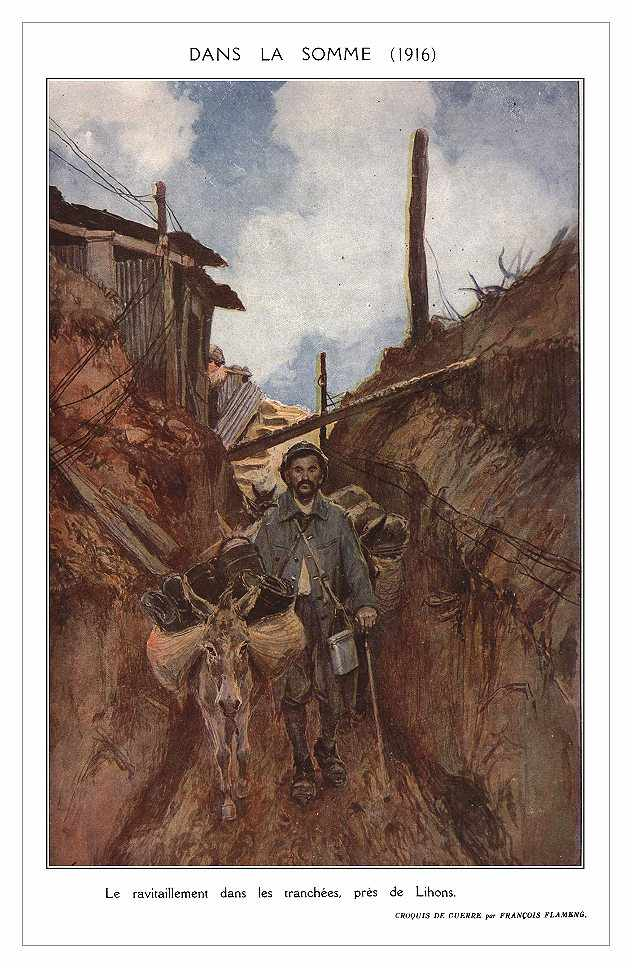
Le Ravitaillement dans les tranchées près de Lihons (1918). Dans la Somme en 1916.
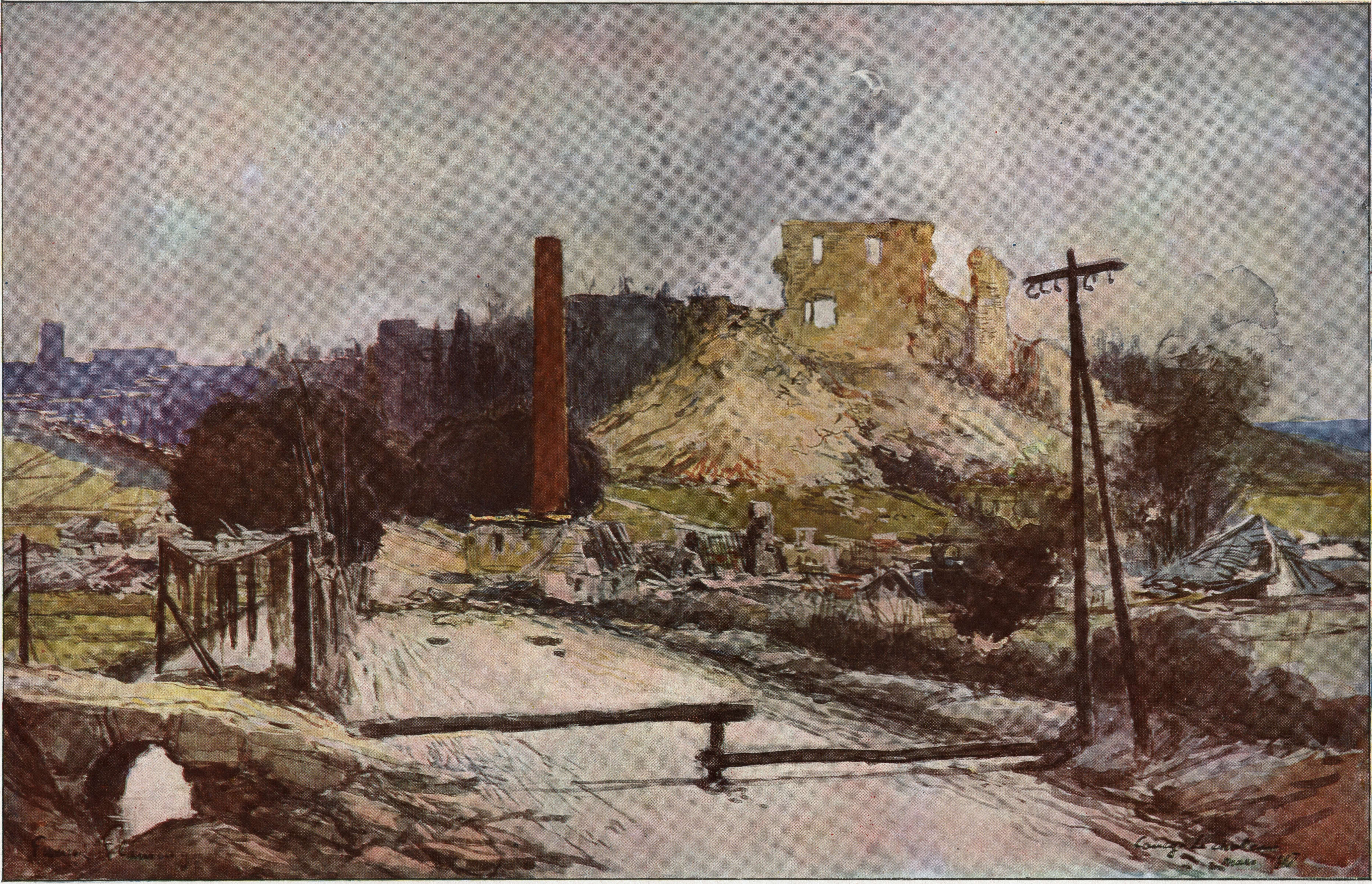
Coucy-le-Château après la destruction allemande (mars 1917).
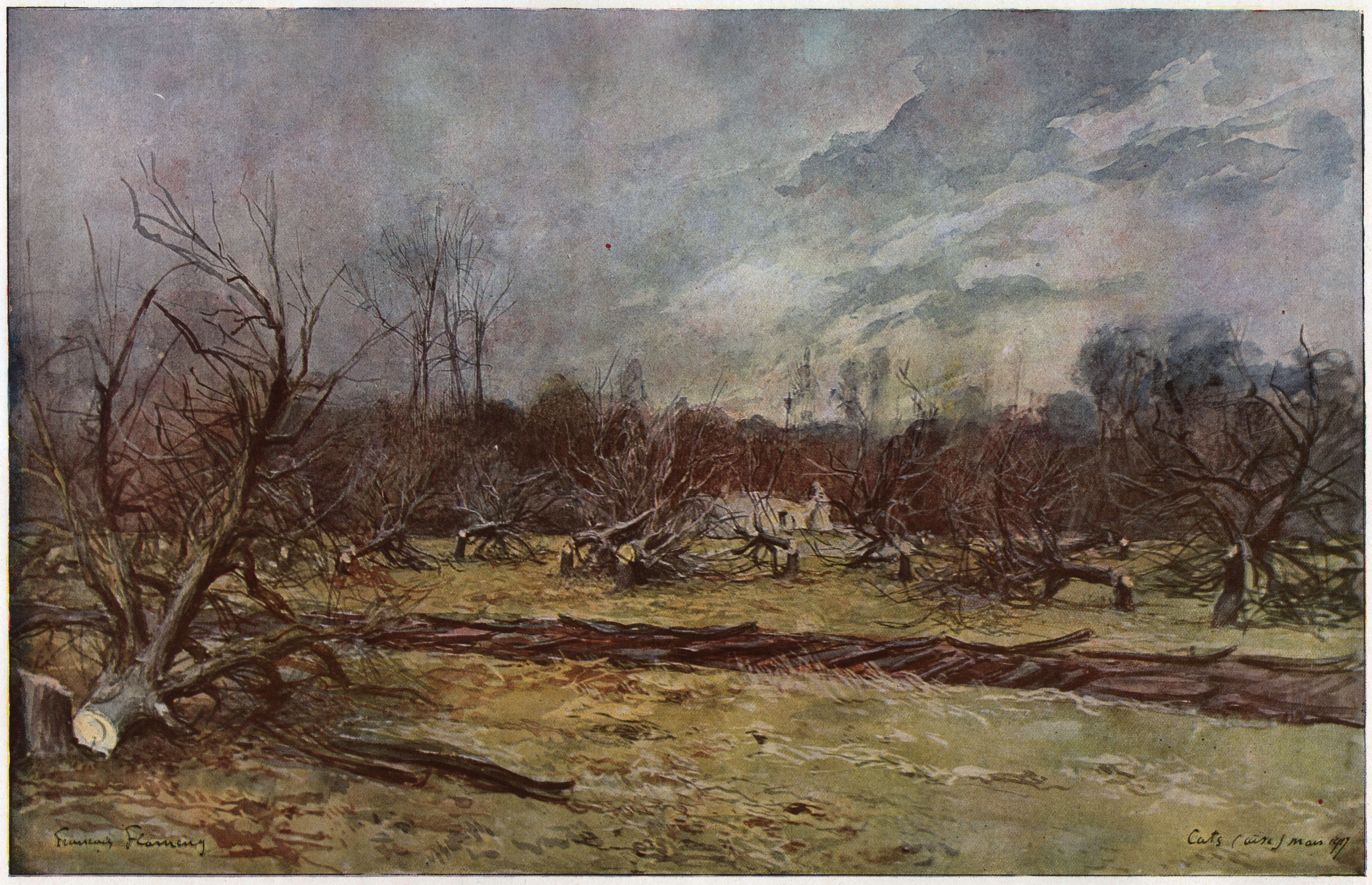
Les Pommiers coupés à Cuts (Oise) (mars 1917).

## Discours et publications
- Notice sur la vie et les travaux de M. Bouguereau, Académie des beaux-arts, séance du 24 février 1906.
- Notice sur la vie et l'œuvre de Léopold Flameng, lue par son fils François séance de l'Académie du 4 janvier 1913.
- Inauguration de la statue de Léon Gérôme, à Vesoul, le 20 juillet 1913.
- Inauguration du Monument élevé à Monte-Carlo à la mémoire de Massenet, le 23 février 1914.
- Funérailles de M. Raphaël Collin, membre de l'Académie, le 24 octobre 1916.
- Funérailles de M. Antonin Mercié membre de l'Académie, le 16 décembre 1916.
- Funérailles de M. Marqueste, membre de l'Institut, le 9 avril 1920.
- Funérailles de M. J.L. Pascal membre de l'Académie, le 21 mai 1920.
- Séance publique des cinq académies, 25 octobre 1920.
- Funérailles de M. Luc Olivier Merson membre de l'Académie, le 17 novembre 1920.
- Séance publique annuelle, du 4 décembre 1920.
- Déclaration du Président de l'Académie à l'occasion des funérailles de Luc-Olivier Merson, 1920.
- Inauguration du monument élevé à la mémoire de Jules Breton, à Courrières, le 10 octobre 1920.

### Récompenses et distinctions
- Médaille et grand prix du Salon de 1879 pour L'Appel des Girondins.
- Grand prix du Salon de 1889.
- Membre de l'Institut en 1905.
- Président de l'Académie des beaux-arts de Paris.
- Chevalier de la Légion d'honneur.

### Élèves
- Paul-Émile Bécat
- Robert Cami
- Jean Cottenet
- Edmond Chauvet
- Richard Geiger (avant 1893)
- Charles Hoffbauer
- Maurice F. Perrot (1892-1974)[23]
- Robert Sallès
- Henri Sollier
- Émile Auguste Wery

### Expositions
- 1900 : Exposition universelle de 1900 à Paris, L'Appel des Girondins, Affiche Hachette et Cie.
- 1997 : « Portrait de Messieurs des collections du musée », Mâcon, musée des Ursulines, de janvier à mars 1997.
- 2009 : « Toulouse-Lautrec et le cirque », Paris, musée Maxim's, de novembre 2008 à mars 2009. Affiches, dessins, pages de journaux de Toulouse-Lautrec, François Flameng, René Péan.

### Salon des artistes français
- 1875 : Un portrait ; Le Lutrin.
- 1876 : Frédéric Barberousse au tombeau de Charlemagne.
- 1877 : Portrait de Mgr B…, évêque de C….
- 1879 : L'Appel des Girondins.
- 1881 : Les Vainqueurs de la Bastille (14 juillet 1789).
- 1882 : Camille Desmoulins.
- 1884 : Le Massacre de Machecoul 10 mars 1793.
- 1887 : La Pose de la première pierre de la chapelle de la Sorbonne par le cardinal de Richelieu en présence de l'architecte Lemercier ; Saint Louis remettant à Robert de Sorbon la charte de la Fondation de la Sorbonne ; L'Histoire des Lettres, triptyque présenté hors concours destiné à la décoration de l'escalier de la Sorbonne.
- 1888 :  mêmes toiles que l'année précédente.
- 1889 : mêmes toiles que l'année précédente.